# يوشي يسود
يوشي يسود (باليابانية: 曽田 雄志) (5 يوليو 1978 في سابورو في اليابان – )؛ هو لاعب كرة قدم ياباني سابق كان يلعب كمدافع.

## وصلات خارجية
- يوشي يسود على موقع رابطة كرة القدم اليابانية للمحترفين (اليابانية)
- يوشي يسود على موقع قاعدة بيانات كرة القدم.إي يو (الإنجليزية)
- يوشي يسود على موقع Soccerway.com (الإنجليزية)
- يوشي يسود على موقع عالم كرة القدم.نت (الإنجليزية)